# 火見子
『火見子』（ひみこ）は、村生ミオによる日本の漫画作品。

## あらすじ
22年前、当時まだ大学4年生であった京介は、恋人である火見子に一方的な別れを告げ、逃げるようにして現在の妻・奈緒子と結婚した。それから火見子の存在を忘れていた矢先、今度は一人息子である拓也が「大学卒業と同時に結婚をしたい」と言い出してきた。そして、その結婚相手こそかつて別れたはずの火見子本人であった。

## 登場人物

### 堤家
堤 火見子（つつみ ひみこ）
本作の主人公。28歳（実年齢38歳）の新妻。旧姓は浅田（あさだ）。
人目を惹く楚々とした容姿、男受けのする豊満な肉体、物腰柔らかな態度を振り舞く美女。その実態は、22年前に京介と交際しいた元恋人。狡知に長け、自分を裏切った京介に復讐すべく、彼の息子である拓也へと近づいた。一方、自身も謎の男に脅されるようになる。
堤 京介（つつみ きょうすけ）
本作の語り手。44歳のサラリーマン。
22年前、火見子の追及から逃れるため、堤家に婿入りを果たす。当初は火見子に振り回されてばかりいたが、中盤からは彼女と謎の男の板挟みになる。
堤 奈緒子（つつみ なおこ）
京介の妻。44歳の専業主婦。
22年前、大学の同級生であった京介とできちゃった結婚をする。
堤 拓也（つつみ たくや）
京介・奈緒子の一人息子。22歳の新卒者。
大学時代のある日、火見子と運命的な出会いを果たし、その後めでたく結婚を果たす。結婚後、姉さん女房である火見子に毎晩甘えている。

### その他
謎の男（仮称）
本作のキーパーソン。
物語中盤から火見子のことを付きまとう正体不明の人物。火見子以上に狡猾で抜かりがない。一方、性癖に妙な偏りがあり、彼女にヒントを与えてしまうこともある。

## 書誌情報
- 村生ミオ 『火見子』 秋田書店（プレイコミック・シリーズ）、全8巻
  1. 2008年3月19日発売 ISBN 978-4-253-25001-6
  2. 2009年2月20日発売 ISBN 978-4-253-25002-3
  3. 2009年9月18日発売 ISBN 978-4-253-25003-0
  4. 2010年2月19日発売 ISBN 978-4-253-25004-7
  5. 2010年8月20日発売 ISBN 978-4-253-25005-4
  6. 2010年11月19日発売 ISBN 978-4-253-25006-1
  7. 2011年3月19日発売 ISBN 978-4-253-25007-8
  8. 2011年8月19日発売 ISBN 978-4-253-25008-5